# Tuna (gmina Vimmerby)
Tuna – miejscowość (tätort) w Szwecji, w regionie administracyjnym (län) Kalmar, w gminie Vimmerby.
Według danych Szwedzkiego Urzędu Statystycznego liczba ludności wyniosła: 212 (31 grudnia 2015), 211 (31 grudnia 2018) i 214 (31 grudnia 2019).